# بلانتایر
cumbric_nameبلانتایرlatitudeبلانتایرlongitudeبلانتایر
بلانتایر (به انگلیسی: Blantyre, South Lanarkshire) یک منطقهٔ مسکونی در اسکاتلند است که در لانارکشر جنوبی واقع شده است.

## خصوصیات
بلانتایر ۱۷٬۵۰۵ نفر جمعیت دارد.